# ناحیه گلگت
ناحیه گلگت (به انگلیسی: Gilgit District) یکی از ناحیه‌های پاکستان در پاکستان است که در گلگت-بلتستان واقع شده‌است. ناحیه گلگت ۳۸٬۰۰۰ کیلومتر مربع مساحت و ۲۴۳٬۳۲۴ نفر جمعیت دارد.